# Krtov
Krtov település Csehországban, a Tábori járásban. Krtov Chrbonín, Dlouhá Lhota, Skopytce, Radenín, Mlýny és Choustník településekkel határos. Lakosainak száma 162 fő (2024. január 1.).

## Népesség
A település lakosságának változását az alábbi diagram mutatja:
| Lakosok száma | 286  | 254  | 268  | 170  | 161  | 142  | 148  | 163  | 160  | 162  |
|               | 1869 | 1900 | 1921 | 1961 | 1980 | 2011 | 2016 | 2019 | 2021 | 2024 |